# Once de Febrero 2da. Sección
Once de Febrero 2da. Sección är en ort i Mexiko.   Den ligger i kommunen Cunduacán och delstaten Tabasco, i den sydöstra delen av landet, 600 km öster om huvudstaden Mexico City. Once de Febrero 2da. Sección ligger 22 meter över havet och antalet invånare är 428.
Terrängen runt Once de Febrero 2da. Sección är mycket platt. Runt Once de Febrero 2da. Sección är det ganska tätbefolkat, med 155 invånare per kvadratkilometer. Närmaste större samhälle är Cárdenas, 8,6 km sydväst om Once de Febrero 2da. Sección. Trakten runt Once de Febrero 2da. Sección består till största delen av jordbruksmark.